# مجلس النواب البحريني
مجلس النواب البحريني هو مجلس تشريعي وبرلمان منتخب ، أُنشئ المجلس في 14 فبراير 2002 بموجب دستور البحرين 2002 , ويتألف المجلس من 40 عضواً ينتخبهم الشعب البحريني، رئيس مجلس النواب حالياً هو أحمد سلمان المسلم منذ 12 ديسمبر 2022 بعد إجراء الانتخابات البرلمانية في 12 نوفمبر، 19 نوفمبر 2022.  

## صلاحيات واختصاصات المجلس
- اقتراح أو مناقشة تعديل الدستور
- اقتراح القوانين
- الموافقة أو رفض المراسيم بقوانين
- مناقشة مشروعات القوانين التي تحال للمجلس من الحكومة والموافقة عليها أو رفضها
- توجيه الأسئلة لرئيس مجلس الوزراء ونوابه والوزراء (السؤال البرلماني)
- استجواب الوزراء بناء على طلب موقع من 5 أعضاء
- طرح الثقة في الوزراء
- طرح عدم إمكان التعاون مع رئيس مجلس الوزراء
- مناقشة برنامج عمل الحكومة
- تشكيل لجان التحقيق

## النظام الانتخابي
يتألف مجلس النواب من 40 عضو ينتخبهم الشعب البحريني وذالك عن طريق الأنتخاب العام السري المباشر حيث تقسم مملكة البحرين إلى 4 محافظات وهي محافظة العاصمة ومحافظة المحرق والمحافظة الشمالية والمحافظة الجنوبية وكل محافظة مقسمة إلى عدد من الدوائر الأنتخابية وقفا لما يلي:
- محافظة العاصمة 10 دوائر
- محافظة المحرق 8 دوائر
- المحافظة الشمالية 12 دائرة
- المحافظة الجنوبية 10 دوائر

وتنتخب كل دائرة مرشح واحد لعضوية المجلس ويكون الأنتخاب بالأغلبية المطلقة لعدد الأصوات وفي حال عدم تحقق هذه الأغلبية فيعاد الأنتخاب بين أكثر المرشحين الحاصلين على أكبر عدد من الأصوات وأذا لم يحصل أحد المرشحين على هذه الأغلبية يعتبر فائزا من حصل على أكثر عدد من الأصوات
ووفقا للمادة 17 من المرسوم بقانون رقم 14 لسنة 2002 بشأن مباشرة الحقوق السياسية فأن تحديد الدوائر الأنتخابية يكون بمرسوم، وأيضا فأنه وفقا للمادة 15 من المرسوم بقانون رقم 14 لسنة 2002 بشأن مباشرة الحقوق السياسية فأن تحديد موعد الأنتخابات العامة لمجلس النواب يكون بأمر ملكي وكما تنص هذه المادة على أنه يكون إصدار الأمر الملكي بتحديد موعد الأنتخابات قبل التاريخ المحدد لأجراء الأنتخابات ب45 يوم على الأقل ووفقا لهذه المادة فأنه يجب أن يتضمن الأمر الملكي بتحديد موعد الأنتخابات تحديد تاريخ فتح باب الترشح للأنتخابات وتاريخ قفله 

## رئاسة المجلس
وفقا لدستور البحرين 2002 ينتخب مجلس النواب من بين أعضائه ولمثل مدته في أول جلسة بعد أنتخاب المجلس رئيس المجلس ونائبيه الأول والثاني ويرأس الجلسة الأولى أكبر أعضاء المجلس سناً لحين أنتخاب رئيس المجلس

### صلاحيات رئيس مجلس النواب
- رئاسة جلسات المجلس
- تمثيل المجلس في أتصاله مع الهيئات الأخرى
- الأشراف على جميع أعمال المجلس
- رئاسة مكتب المجلس والأشراف على شؤونه
- الأشراف على الأمانة العامة للمجلس
- رئاسة جلسات المجلس الوطني في حل أنعقاده

ويتولى النائب الأول للرئيس ممارسة صلاحيات الرئيس في حال غيابه ويتولى النائب الثاني للرئيس ممارسة صلاحيات الرئيس في حال غيابه وغياب النائب الأول معاً 
ويتولى رئيس مجلس الشورى رئاسة جلسات المجلس الوطني في حال غياب رئيس مجلس النواب وفي حال غياب رئيسي مجلسي الشورى والنواب يرأس الجلسة النواب الأول لرئيس مجلس النواب وفي خال غيابه يرأس الجلسة النائب الأول لرئيس مجلس الشورى وفي حال غيابه يرأس الجلسة النائب الثاني لرئيس مجلس النواب وفي حال غيابه يرأس الجلسة النائب الثاني لرئيس مجلس الشورى 

### رؤساء مجلس النواب
|   | الاسم                       | فترة تولي المنصب | فترة تولي المنصب |
| - | --------------------------- | ---------------- | ---------------- |
| 1 | خليفة أحمد الظهراني         | 14 ديسمبر 2002   | 14 ديسمبر 2014   |
| 2 | المستشار أحمد إبراهيم الملا | 14 ديسمبر 2014   | 12 ديسمبر 2018   |
| 3 | فوزية عبدالله زينل          | 12 ديسمبر 2018   | 12 ديسمبر 2022   |
| 4 | أحمد سلمان المسلم           | 12 ديسمبر 2022   | حتى الأن         |

### قائمة النائب الأول رئيس مجلس النواب
|   | الاسم                | فترة تولي المنصب | فترة تولي المنصب |
| - | -------------------- | ---------------- | ---------------- |
| 1 | عبدالهادي أحمد مرهون | 14 ديسمبر 2002   | 14 ديسمبر 2006   |
| 2 | غانم فضل البوعينين   | 19 ديسمبر 2006   | 14 ديسمبر 2010   |
| 3 | خليل أبراهيم المرزوق | 14 ديسمبر 2010   | 29 مارس 2011     |
| 4 | عبدالله خلف الدوسري  | 4 أبريل 2011     | 14 ديسمبر 2014   |
| 5 | علي عبدالله العرادي  | 14 ديسمبر 2014   | 12 ديسمبر 2018   |
| 6 | عبدالنبي سلمان أحمد  | 12 ديسمبر 2018   | حتى الأن         |

### قائمة النائب الثاني لرئيس مجلس النواب
|   | الاسم                          | فترة تولي المنصب | فترة تولي المنصب |
| - | ------------------------------ | ---------------- | ---------------- |
| 1 | الشيخ عادل عبدالرحمان المعاودة | 14 ديسمبر 2002   | 14 ديسمبر 2006   |
| 2 | صلاح علي محمد                  | 19 ديسمبر 2006   | 14 ديسمبر 2010   |
| 3 | الشيخ عادل عبدالرحمان المعاودة | 14 ديسمبر 2010   | 14 ديسمبر 2014   |
| 4 | الشيخ عبدالحليم عبدالله مراد   | 14 ديسمبر 2014   | 12 ديسمبر 2018   |
| 5 | علي أحمد زايد                  | 12 ديسمبر 2018   | 12 ديسمبر 2022   |
| 6 | أحمد عبدالواحد قراطة           | 12 ديسمبر 2022   | حتى الأن         |

## مجالس النواب
وفقاً لدستور البحرين 2002 مدة الفصل التشريعي لمجلس النواب ومجلس الشورى مشتركة وواحدة والمدة هي 4 سنوات من تاريخ أول اجتماع للمجلس.

### قائمة مجالس النواب منذ 2002 حتى الآن
| المجلس           | الفصل التشريعي        | بداية الفترة   | نهاية الفترة   | رئيس المجلس    |
| ---------------- | --------------------- | -------------- | -------------- | -------------- |
| مجلس النواب 2002 | الفصل التشريعي الأول  | 14 ديسمبر 2002 | 14 ديسمبر 2006 | خليفة الظهراني |
| مجلس النواب 2006 | الفصل التشريعي الثاني | 15 ديسمبر 2006 | 14 ديسمبر 2010 | خليفة الظهراني |
| مجلس النواب 2010 | الفصل التشريعي الثالث | 14 ديسمبر 2010 | 14 ديسمبر 2014 | خليفة الظهراني |
| مجلس النواب 2014 | الفصل التشريعي الرابع | 14 ديسمبر 2014 | 12 ديسمبر 2018 | أحمد الملا     |
| مجلس النواب 2018 | الفصل التشريعي الخامس | 12 ديسمبر 2018 | 12 ديسمبر 2022 | فوزية زينل     |
| مجلس النواب 2022 | الفصل التشريعي السادس | 12 ديسمبر 2022 | حتى الأن       | أحمد المسلم    |

## هيئة مكتب المجلس
هيئة مكتب مجلس النواب هي أحد الأجهزة الرئيسية في المجلس وتشكل هيئة مكتب المجلس برئاسة رئيس مجلس النواب وعضوية:   
النائب الأول لرئيس مجلس النواب  
النائب الثاني لرئيس مجلس النواب
رئيس لجنة الشؤون التشريعية والقانونية 
رئيس لجنة الشؤون المالية والاقتصادية 
رئيس لجنة الشؤون الخارجية والدفاع والأمن الوطني
رئيس لجنة الخدمات  
رئيس لجنة المرافق العامة والبيئة 

### اختصاصات هيئة مكتب المجلس
- وضع أعمال جلسات المجلس
- دراسة التقارير التي تتقدم بها الوفود عن مهامها وزياراتها
- الفصل فيما يحيله إليه المجلس من اعتراضات على ما سجل في مضابط الجلسات
- ممارسة اختصاصات المجلس الإدارية فيما بين أدوار الانعقاد وذلك بناء على طلب من رئيس المجلس
- النظر في مشروع الميزانية السنوية للمجلس وفي مشروع حسابه الختامي
- دراسة ما يعرضه الرئيس خاصاً بحالات الأعضاء الذين لا يقومون بواجباتهم أو يسلكون مسلكاً لا يتفق مع كرامة العضوية
- متابعة أعمال لجان المجلس وتقاريرها، ومعاونة تلك اللجان على  وضع القواعد المنظمة لإدارة أعمالها والتنسيق بين أوجه نشاطها
- بحث أي أمر يرى رئيس المجلس أو أي من أعضاء المكتب أخذ رأيه في شأنه
- اقتراح من يراه لتمثيل المجلس في الداخل، وذلك بناء على ترشيح رئيس المجلس تمهيداً لعرض الأمر على المجلس للبت فيه
- اختصاصات أخرى ينص الدستور أو اللائحة الداخلية على إسنادها لمكتب المجلس

## الأمانة العامة للمجلس
الأمانة العامة لمجلس النواب هو أحد الأجهزة الرئيسية في المجلس وتشكل الأمانة العامة من الأمين العام وعدد من الأمناء المساعدين 
ويتولى الأمين العام الاختصاصات التالية: 
- المسؤوليات المالية الإدارية المقررة في القوانين والأنظمة لوكلاء الوزارات
- الإشراف المباشر على أعمال مكتب المجلس باعتباره أمين سر مكتب المجلس
- الإشراف المباشر على أعمال اللجنة التنفيذية للشعبة البرلمانية باعتباره أمين سر اللجنة
- الإشراف المباشر على عمل الأمين العام لشؤون اللجان والجلسات والبحوث وكذالك الأمين العام للموارد البشرية والمالية والتقنية والمعلومات والخدمات
- الإشراف العام على حركة الموضوعات المحالة إلى مجلس النواب (المراسيم بقوانين، مشروعات القوانين،  الاقتراحات بقوانين ،  الاقتراحات برغبة والاسئلة البرلمانية) والتقارير البرلمانية التي تصدر عن مختلف لجان المجلس
- إعداد مشروع جدول أعمال لجلسات مجلس النواب بموجب ما تنص عليه اللائحة الداخلية وقرارات المجلس
- تدوين مضابط جلسات مجلس النواب
- تسجيل نتيجة التصويت في الجلسة
- تسجيل أسماء الأعضاء الذي يطلبون الكلمة خلال الجلسة حسب ترتيب طلباتهم

### قائمة أمناء عامين مجلس النواب
|   | الاسم                         | فترة تولي المنصب | فترة تولي المنصب |
| - | ----------------------------- | ---------------- | ---------------- |
| 1 | الدكتور عبدالناصر محمد جناحي  | 10 ديسمبر 2002   | 10 ديسمبر 2006   |
| 2 | نوار علي المحمود              | 10 ديسمبر 2006   | 27 أكتوبر 2014   |
| 3 | عبدالله خلف الدوسري           | 27 أكتوبر 2014   | 26 نوفمبر 2018   |
| 4 | المستشار راشد محمد بونجمة     | 26 نوفمبر 2018   | 24 سبتمبر 2024   |
| 5 | محمد إبراهيم السيسي البوعينين | 24 سبتمبر 2024   | حتى الآن         |

## جلسات المجلس
يعقد مجلس النواب جلسته العادية يوم الثلاثاء كل أسبوع وتعقد الجلسات برئاسة رئيس المجلس وفي حال غيابه يرأس الجلسة النائب الأول للرئيس وفي حال غياب الرئيس والنائب الأول يرأس الجلسة النائب الثاني للرئيس وفي حال غياب الرئيس ونوابه يرأس الجلسة أكبر الأعضاء الحاضرين سناً  ويشترط لصحة أنعقاد الجلسة وجود أكثر من نصف الأعضاء على الأقل ووفقاً للائحة الداخلية للمجلس جلسات المجلس علنية ويجوز عقدها سرية بناء على طلب من رئيس المجلس أو الحكومة أو عشرة أعضاء على الأقل  
ويجوز لمجلس النواب أن يعقد جلسات أستثنائية بناء على طلب من الحكومة أو عشرة أعضاء على الأقل